# Graphidipus subpisciata
Graphidipus subpisciata är en fjärilsart som beskrevs av Paul Dognin 1903. Graphidipus subpisciata ingår i släktet Graphidipus och familjen mätare. Inga underarter finns listade i Catalogue of Life.